# Mangrūl Pīr
Mangrūl Pīr är en ort i Indien.   Den ligger i distriktet Washim och delstaten Maharashtra, i den centrala delen av landet, 900 km söder om huvudstaden New Delhi. Mangrūl Pīr ligger 450 meter över havet och antalet invånare är 29 198.
Terrängen runt Mangrūl Pīr är platt, och sluttar norrut. Runt Mangrūl Pīr är det ganska tätbefolkat, med 179 invånare per kvadratkilometer. Det finns inga andra samhällen i närheten. Trakten runt Mangrūl Pīr består till största delen av jordbruksmark.